# 남위 70도
남위 70도는 적도에서 70도 남쪽을 지나는 위선이다. 남극해와 남극을 지난다.

## 지나가는 지역
본초 자오선에서 동쪽으로, 남위 30도 선은 다음 지역을 지난다.
| 좌표                                                    | 나라, 지역, 해역 | Notes                                                          |
| ------------------------------------------------------- | ---------------- | -------------------------------------------------------------- |
| 남위 70° 0′ 동경 0° 0′  / 남위 70.000° 동경 0.000°      | 남극             | 퀸모드랜드 ( 노르웨이의 영유권 주장)                           |
| 남위 70° 0′ 동경 2° 30′  / 남위 70.000° 동경 2.500°     | 남극해           | 호콘 7세해 (대서양 남쪽)                                       |
| 남위 70° 0′ 동경 6° 22′  / 남위 70.000° 동경 6.367°     | 남극             | 퀸모드랜드 ( 노르웨이의 영유권 주장)                           |
| 남위 70° 0′ 동경 7° 25′  / 남위 70.000° 동경 7.417°     | 남극해           | 호콘 7세해 (인도양 남쪽)                                       |
| 남위 70° 0′ 동경 7° 59′  / 남위 70.000° 동경 7.983°     | 남극             | 퀸모드랜드 ( 노르웨이의 영유권 주장)                           |
| 남위 70° 0′ 동경 22° 42′  / 남위 70.000° 동경 22.700°   | 남극해           | 호콘 7세해 (인도양 남쪽)                                       |
| 남위 70° 0′ 동경 26° 30′  / 남위 70.000° 동경 26.500°   | 남극             | 퀸모드랜드 ( 노르웨이의 영유권 주장)                           |
| 남위 71° 0′ 동경 45° 0′  / 남위 71.000° 동경 45.000°    | 남극             | 오스트레일리아령 남극 지역 ( 오스트레일리아의 영유권 주장)     |
| 남위 70° 0′ 동경 136° 0′  / 남위 70.000° 동경 136.000°  | 남극             | 아델리랜드 ( 프랑스의 영유권 주장)                             |
| 남위 70° 0′ 동경 142° 0′  / 남위 70.000° 동경 142.000°  | 남극             | 오스트레일리아령 남극 지역 ( 오스트레일리아의 영유권 주장)     |
| 남위 70° 0′ 동경 160° 0′  / 남위 70.000° 동경 160.000°  | 남극             | 로스 속령 ( 뉴질랜드의 영유권 주장)                            |
| 남위 70° 0′ 동경 160° 34′  / 남위 70.000° 동경 160.567° | 남극해           | 태평양 남쪽                                                    |
| 남위 70° 0′ 서경 74° 39′  / 남위 70.000° 서경 74.650°   | 남극             | 알렉산더섬 및 남극반도 ( 아르헨티나, 칠레, 영국의 영유권 주장) |
| 남위 70° 0′ 서경 60° 33′  / 남위 70.000° 서경 60.550°   | 남극해           | 웨들해 (대서양 남쪽)                                           |
| 남위 70° 0′ 서경 1° 30′  / 남위 70.000° 서경 1.500°     | 남극             | 퀸모드랜드 ( 노르웨이의 영유권 주장)                           |

## 같이 보기
- 남위 69도
- 남위 71도